# Sympherobius occidentalis
Sympherobius occidentalis är en insektsart som först beskrevs av Fitch 1855.  Sympherobius occidentalis ingår i släktet Sympherobius och familjen florsländor. Inga underarter finns listade i Catalogue of Life.